# Cleombroto d'Ambracia
Cleombroto d'Ambracia è il nome con cui è conosciuto un giovane che viene citato nel Fedone di Platone fra coloro che non erano presenti alla morte di Socrate. 
Una tradizione successiva sostiene che sarebbe stato originario della città di Ambracia. 
Callimaco dedicò al personaggio un epigramma: secondo il poeta, Cleombroto sarebbe morto suicida dopo aver letto il Fedone, dialogo che ha per argomento l'immortalità dell'anima.
(Callimaco, Epigrammi, XXIII)
L'epigramma per Cleombroto è citato nel singolo Di passaggio di Franco Battiato.